# Великий державный генеральный инспектор
Великий державный генеральный инспектор — 33° — высшая степень в Древнем и принятом шотландском уставе.
Присваивается только верховным советом, исполнительным органом всех организационных структур Древнего и принятого шотландского устава. Для посвящения в него масон не имеет права подавать петицию, ибо он присваивается только за особые заслуги, как высшая награда.

## Присвоение степени

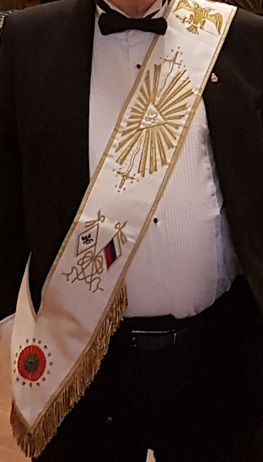
Лента великого державного генерального инспектора

Звание присваивается единогласно членами верховного совета, который является руководящим органом Древнего и принятого шотландского устава. Полное название верховного совета произносится как: Верховный совет великих державных генеральных инспекторов 33-й и последней степени. Те, кто получает эту степень, по сути, присоединяются в качестве почётного члена совета, а затем уже их выбирают как активного члена верховного совета.
Степень присуждается членам устава, которые заслуживают особого признания за свою работу в рамках масонской организации, а не в общественной жизни. Степень также не может быть присвоена по запросу. При посвящении должно быть указано, что носитель степени именуется как «генеральный почётный инспектор».
Среди обладателей 33 степени можно упомянуть некоторые имена, которые стали особенно известны, это: Джузеппе Гарибальди, Франческо Криспи, Джозуэ Кардуччи, реформатор ДПШУ Альберт Пайк, президент США Гарри Трумэн, министр Владимир Лопухин, Ален Бернхайм и среди ныне живущих: историки масонства Микеле Морамарко, философ Георгий Дергачёв.

## Великие державные генеральные инспекторы

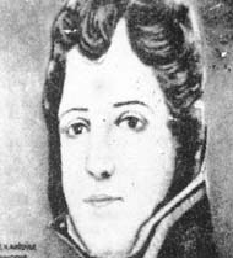
Александр де Грасс
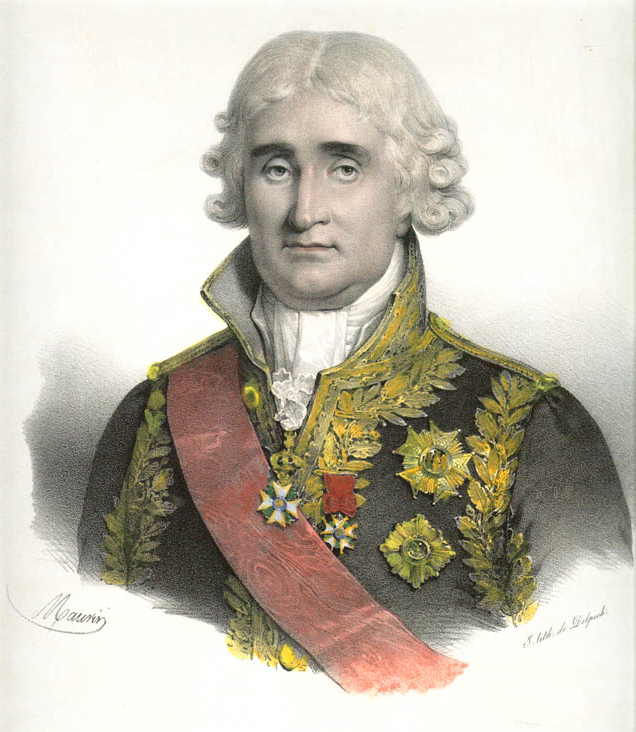
Жан-Жак Режи де Камбасерес
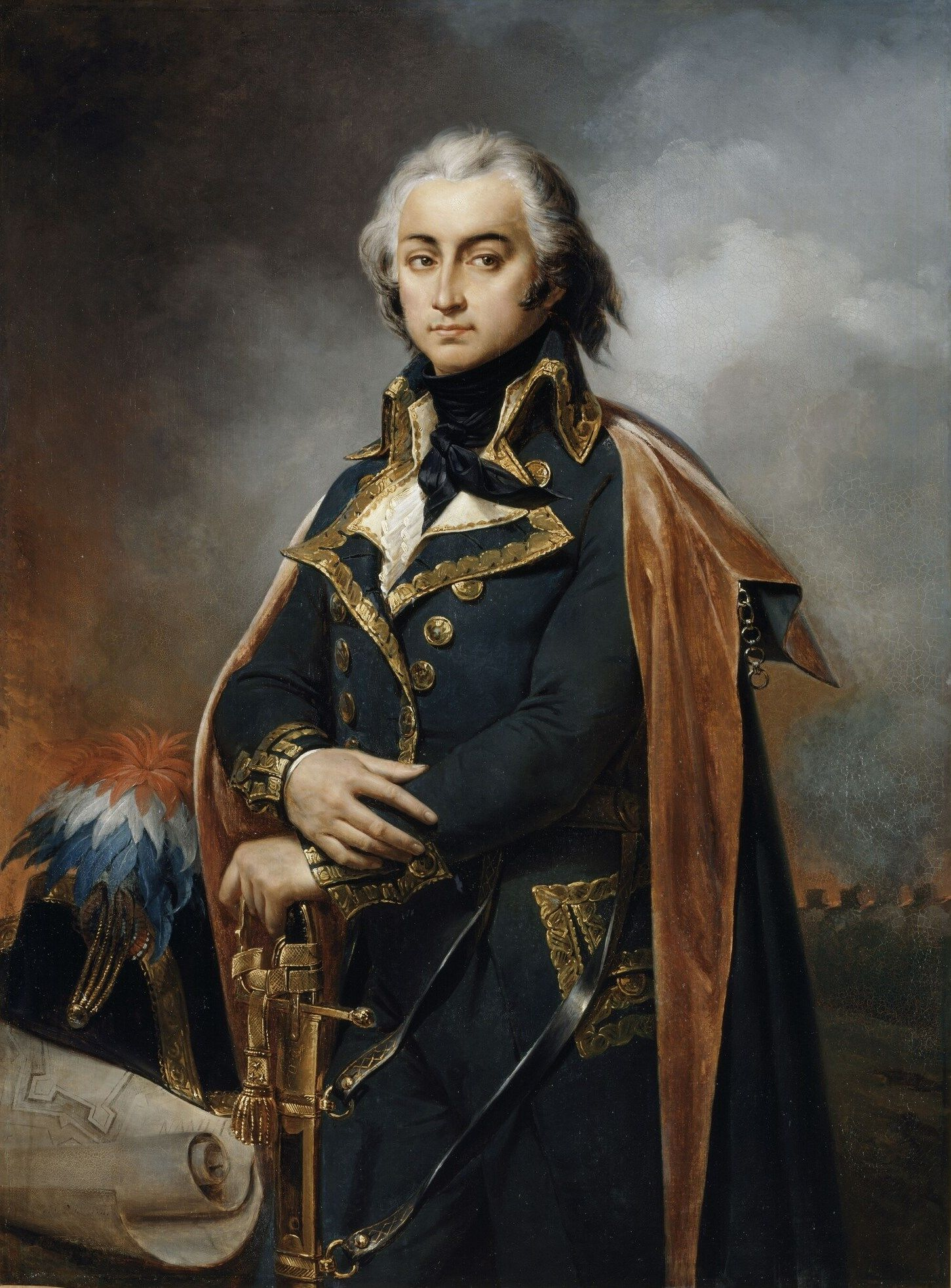
Жан-Батист  де Тимбрюн де Тьембронн
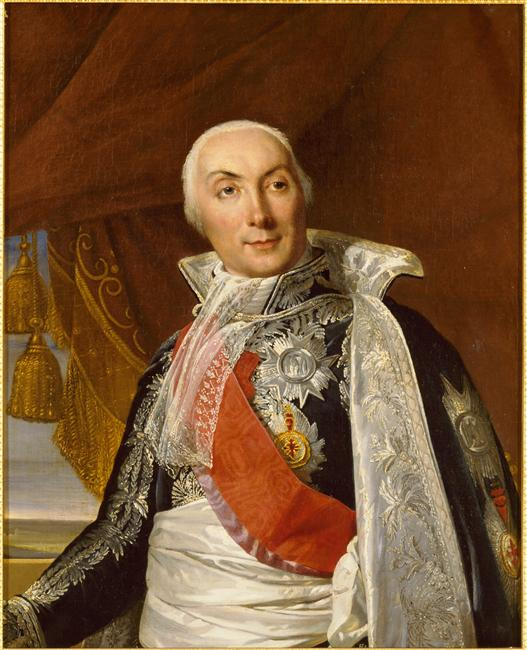
Луи-Филипп Сегюр
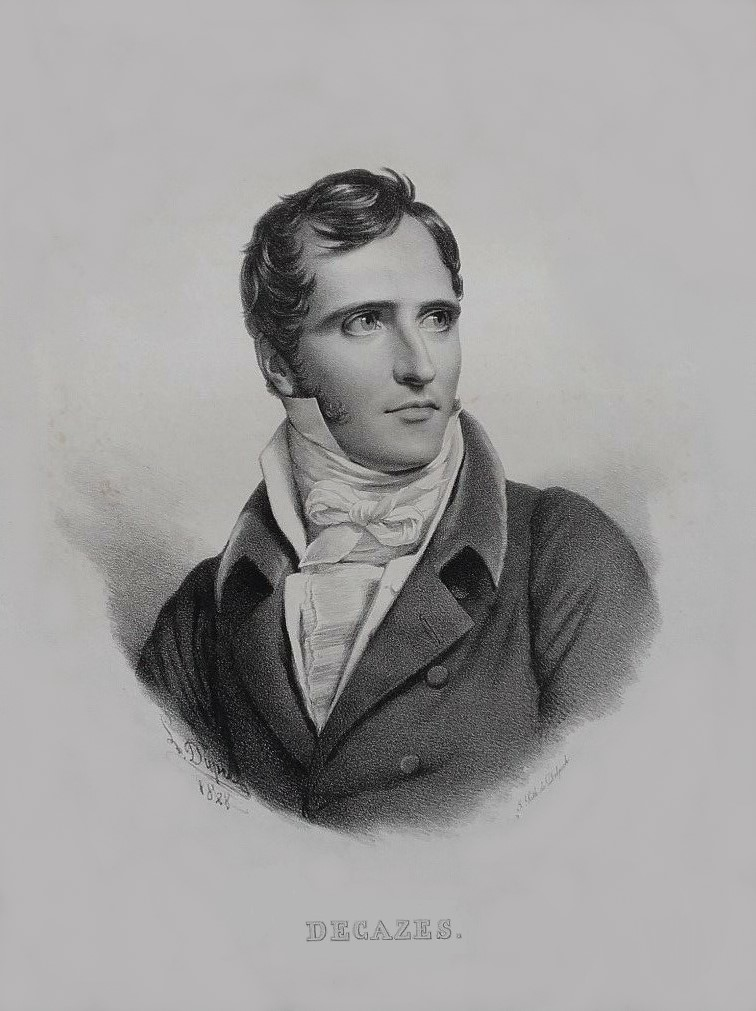
Эли Деказ
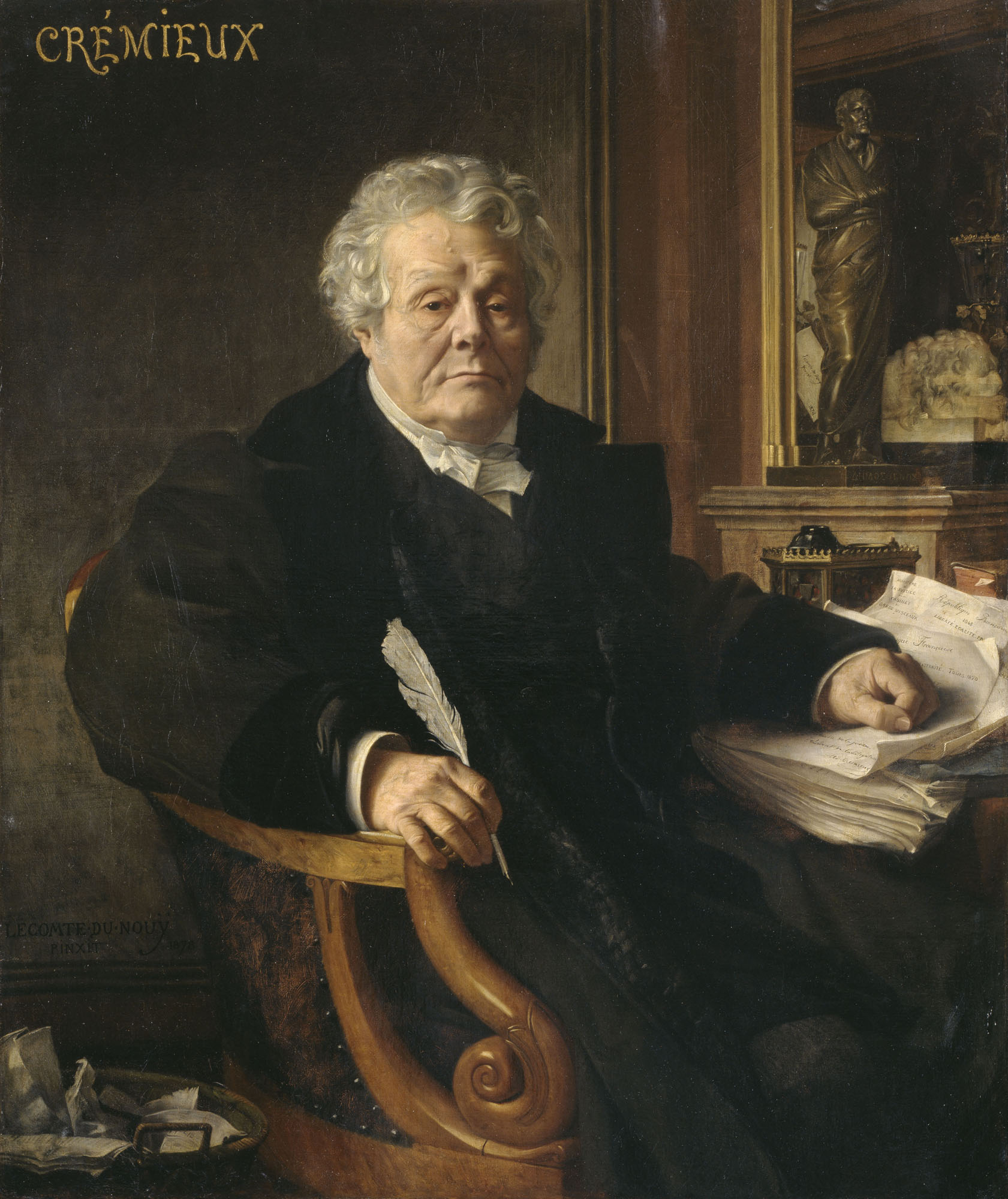
Адольф Кремьё
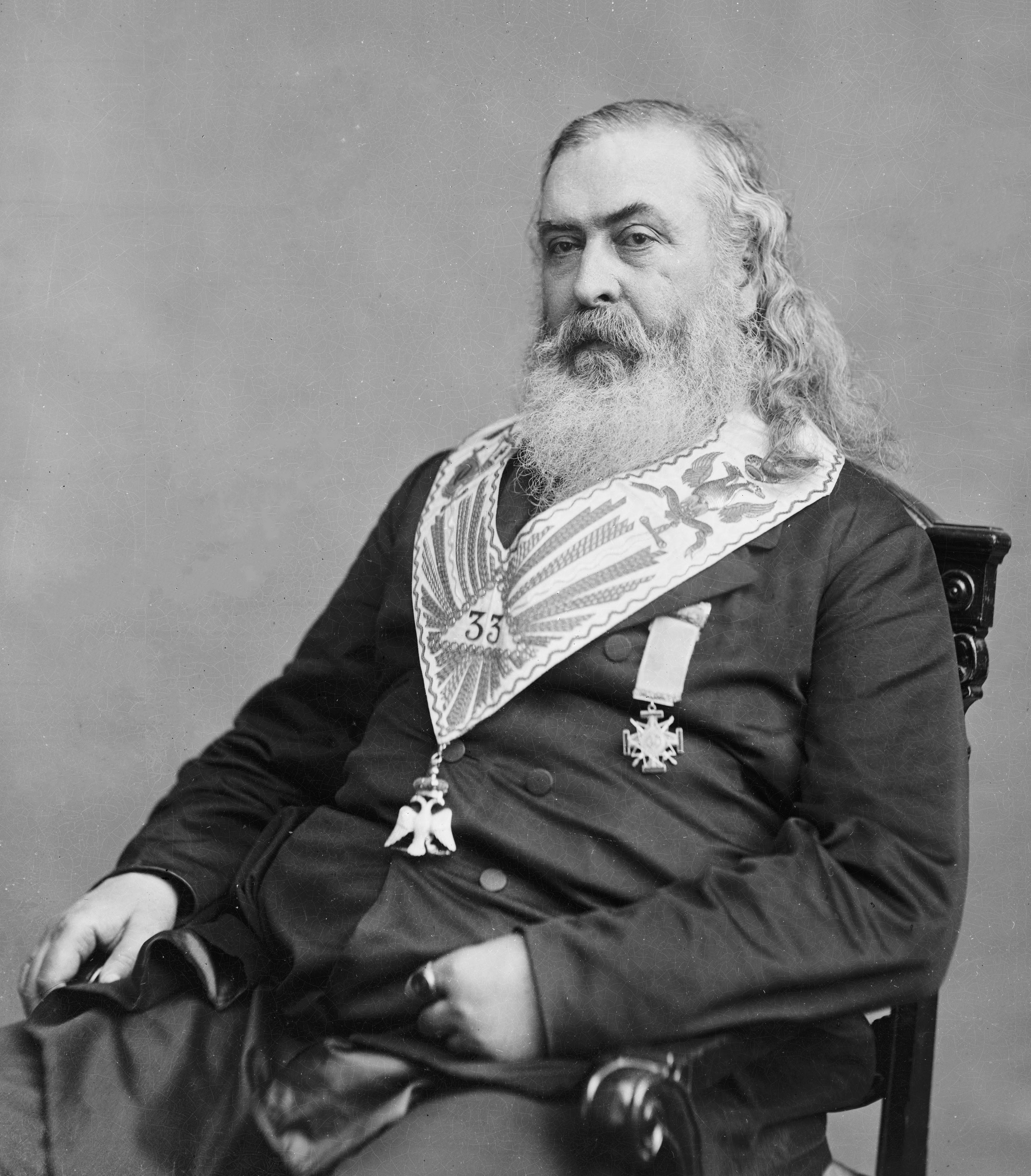
Альберт Пайк
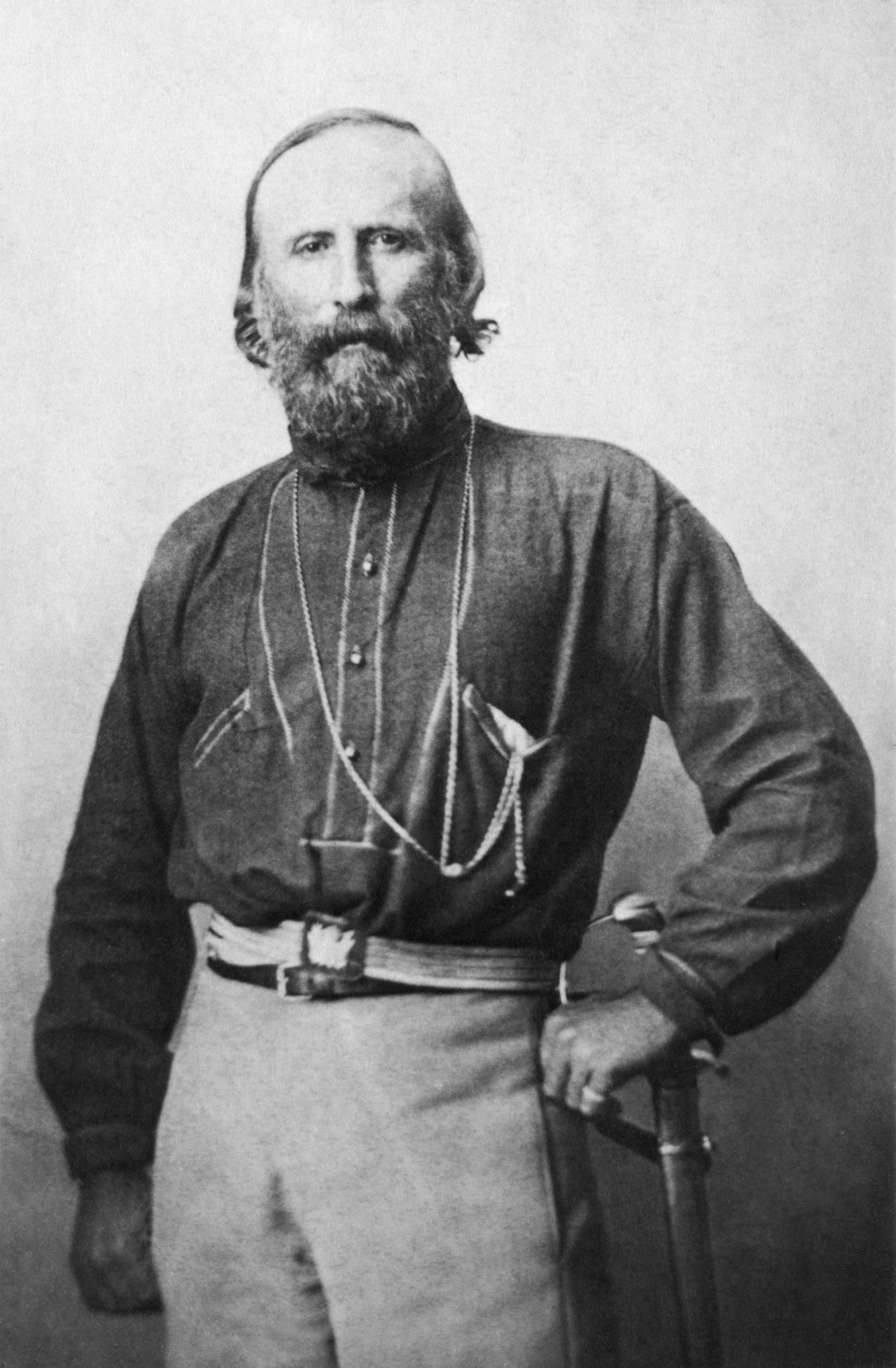
Джузеппе Гарибальди
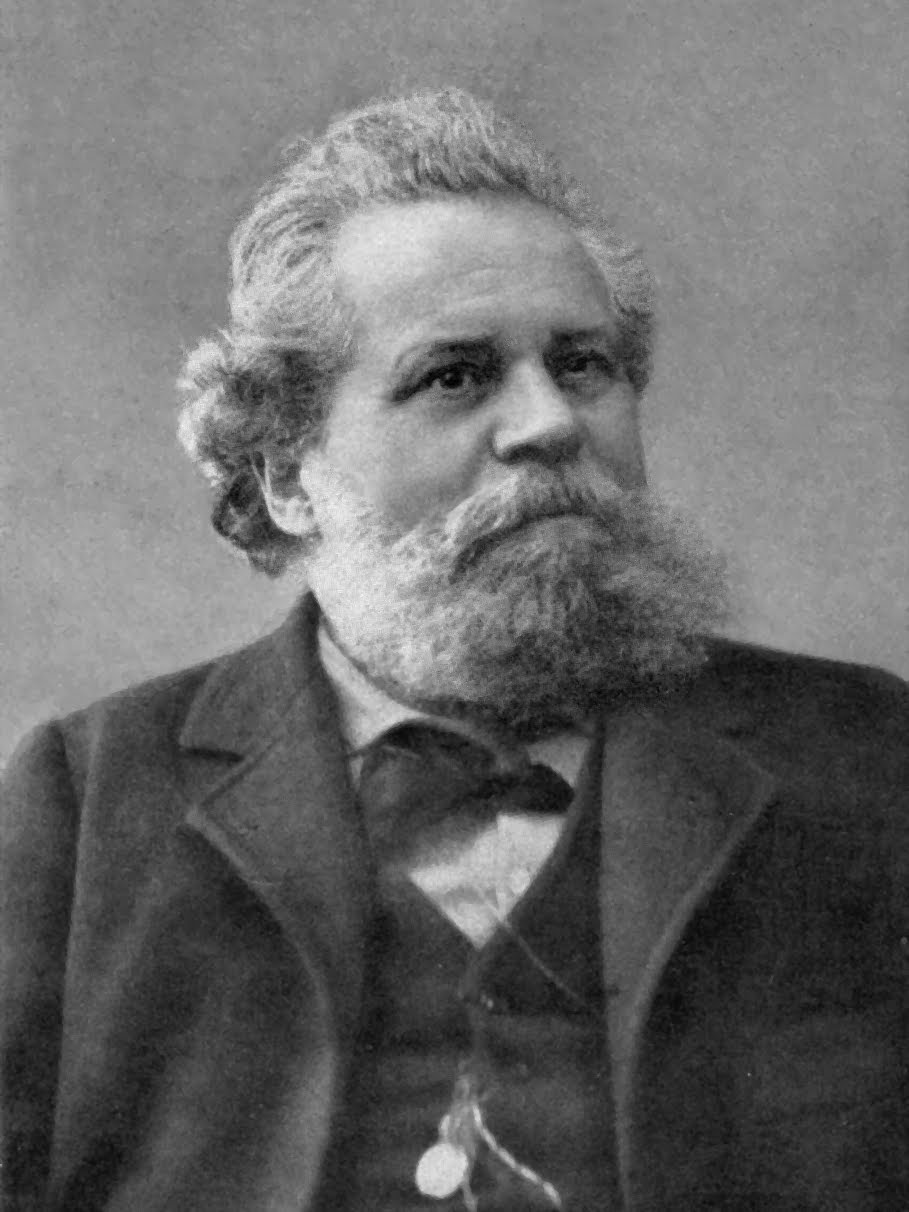
Джозуэ Кардуччи
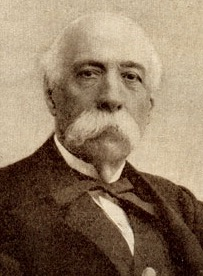
Франческо Криспи
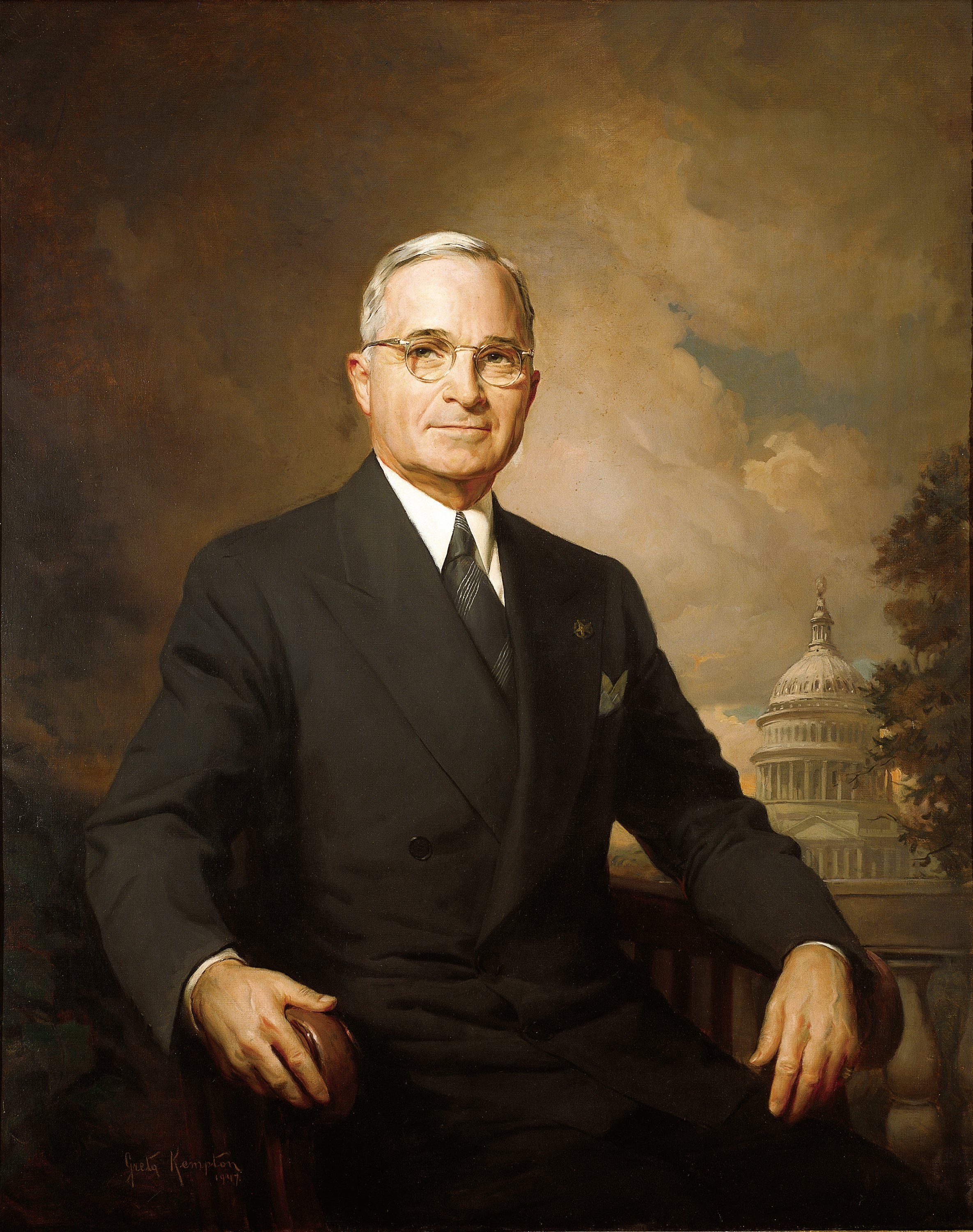
Гарри Трумэн
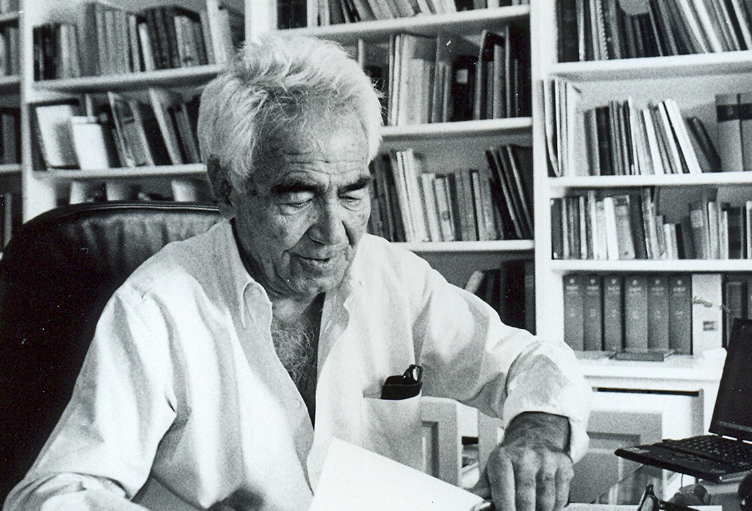
Ален Бернхайм

## Девиз верховного совета
Deus meumque jus (Бог и моё право)